# 奥尔匹之战
奥尔匹之战（英語：Battle of Olpae）为伯罗奔尼撒战争中发生在前426年的一场战斗，交战双方为雅典联军与伯罗奔尼撒联军以及安布累喜阿。

## 背景
前426年雅典联军准备进攻挨托利亚地区时，挨托利亚人派代表向斯巴达与科林斯求援。同年秋，伯罗奔尼撒联军到达德尔斐，由斯巴达将军攸利洛卡斯率领，三千名重装步兵组成，准备谋取兵力薄弱的诺帕克都。仍然滞留在诺帕克都的德摩斯梯尼得知该消息，因而从阿开那尼亚人处借得一千名重装步兵回援诺帕克都，致使伯罗奔尼撒联军放弃攻城而撤退。

## 战役经过
同年冬季，按照伯罗奔尼撒联军与阿开尼亚的敌对国安布累喜阿的协定，安布累喜阿派出三千名重装步兵进攻雅典的盟国亚哥斯（注：这座城市并不是另一座希腊的同名城市亚哥斯），占领了亚哥斯城附近的奥尔匹。阿开尼亚人则派出一部分军队援助亚哥斯，另一部分军队驻扎于伯罗奔尼撒联军与安布累喜阿军队之间的克勒尼以防止两军会师，同时邀请德摩斯梯尼前来指挥。尽管安布累喜阿军队因担心伯罗奔尼撒人无法通过阿开尼亚的防线而遣使回城请求更多的军队前来支援（见爱多美尼之战），伯罗奔尼撒联军最终还是在当天的黄昏后绕过了阿开尼亚人的侦查顺利与安布累喜阿军队于奥尔匹会合，驻扎了下来。第二天早晨德摩斯梯尼带着二百名重装步兵、六十名弓箭手以及二十艘战船抵达亚哥斯与城内守军会合，被推举为同盟军总司令，带领全军与伯罗奔尼撒联军隔开一条山谷驻营。
两军相持了五天后才出营对阵，在伯罗奔尼撒联军人数占优的情况下，德摩斯梯尼于战前在灌木间设下四百名伏兵，以防止侧翼被敌军包围。开战时，伯罗奔尼撒联军的左翼由攸利洛卡斯及其麾下的斯巴达精锐组成，很快压倒了与之相对的由德摩斯梯尼、美塞尼亚重步兵以及少量雅典弓箭手组成的雅典联军右翼并将其包围。这时四百名阿开尼亚伏兵从攸利洛卡斯部队的后方出击，致使伯罗奔尼撒联军左翼完全溃败，攸利洛卡斯战死，其余部分也开始军心动摇。尽管伯罗奔尼撒联军右翼的安布累喜阿人击溃了雅典联军左翼并追逐至亚哥斯城，等他们回到主战场后发现主力已经战败，并且遭到阿开尼亚人的迎头痛击。突围时因为秩序混乱，导致只有一小部分安布累喜阿人成功退回奥尔匹。

## 后果
此战后，伯罗奔尼撒联军方面由门尼达里阿斯(Menedarius)接任指挥官。他与德摩斯梯尼等人谈判，希望收回本方阵亡者的尸体，并且与雅典联军方面缔结和平条约以便伯罗奔尼撒联军安全撤退。德摩斯梯尼答应了前者，但是当着全部兵士公开拒绝了后者。但实际上他与同僚已经私下商定好并且告知门尼达里阿斯，届时会允许伯罗奔尼撒方面的指挥官和门丁尼亚籍兵士撤走，但不包括安布累喜阿人——如此这般，一来可以削弱安布累喜阿人的势力，二来也可以离间安布累喜阿人对伯罗奔尼撒人的信任。
在伯罗奔尼撒联军方面埋葬死者时，秘密协定中包括的门丁尼亚人以及伯罗奔尼撒的指挥官开始找借口离开他们在奥尔匹的军营，三三两两地逃跑。安布累喜阿人见状也开始追赶他们，试图一起逃跑。阿开尼亚人接到命令阻止安布累喜阿人，但因为混乱中不易辨别安布累喜阿人和其他人，因此整个过程中约有两百人被杀。其余的生还者逃入阿格里。